# Unterseeboot 341
Le Unterseeboot 341 (ou U-341) est un sous-marin allemand (U-Boot) de type VII.C utilisé par la Kriegsmarine (marine de guerre allemande) pendant la Seconde Guerre mondiale.

## Construction
L'U-341 est un sous-marin océanique de type VII C. Construit dans les chantiers de Nordseewerke à Emden, la quille du U-341 est posée le 28 octobre 1941 et il est lancé le 10 octobre 1942. L'U-341 entre en service un mois et demi plus tard.

## Historique
Mis en service le 28 novembre 1942, l'Unterseeboot 341 reçoit sa formation de base à Danzig au sein de la 8. Unterseebootsflottille jusqu'au 30 avril 1943, puis l'U-341 intègre sa formation de combat dans la 3. Unterseebootsflottille à la La Rochelle-La Pallice.
L'Unterseeboot 341 réalise deux patrouilles, toutes sous les ordres de l'Oberleutnant zur See Dietrich Epp, dans lesquelles il ne coule, ni n'endommage de navire ennemi au cours des 69 jours en mer.
Il réalise sa première patrouille, quittant le port de Kiel le 25 mai 1943 en mission de surveillance du trafic maritime et de recherche de navires ennemis dans l'Atlantique Nord. Après 47 jours en mer, il atteint le 10 juillet 1943 la base sous-marine de La Rochelle.
Il appareille de La Rochelle le 31 août 1943 pour sa deuxième patrouille. Après vingt jours en mer, l'U-341 est coulé le 19 septembre 1943 à 4 h 30 au sud-ouest de l'Islande à la position géographique de 58° 34′ N, 25° 30′ O par des charges de profondeur lancées d'un bombardier Consolidated B-24 Liberator canadien (du RCAF Squadron 10/A). 
Les 50 membres d'équipage meurent dans cette attaque.

## Affectations
- 8. Unterseebootsflottille à Danzig du 28 novembre 1942 au 31 mai 1943 (Flottille d'entraînement).
- 3. Unterseebootsflottille à La Pallice du 1er au 19 septembre 1943 (Flottille de combat).

## Commandements
- Oberleutnant zur See Dietrich Epp du 28 novembre 1942 au 19 septembre 1943

## Patrouilles
|       | Commandant         | Départ       | Départ     | Arrivée           | Arrivée    | Jours    | Succès |
| ----- | ------------------ | ------------ | ---------- | ----------------- | ---------- | -------- | ------ |
| 1     | Oblt. Dietrich Epp | 25 mai 1943  | Kiel       | 10 juillet 1943   | La Pallice | 47 jours |        |
| 2     | Oblt. Dietrich Epp | 31 août 1943 | La Pallice | 19 septembre 1943 | Coulé      | 20 jours |        |
| Total | Total              | Total        | Total      | Total             | Total      | 67 jours | 0 t    |

Note : Oblt. = Oberleutnant zur See 

### Opérations Wolfpack
L'U-341 a opéré avec les Wolfpacks (meute de loups) durant sa carrière opérationnelle.
1. Leuthen (15 septembre 1943 - 19 septembre 1943)

## Navires coulés
L'Unterseeboot 341 n'a ni coulé, ni endommagé de navire ennemi au cours des trois patrouilles (109 jours en mer) qu'il effectua.

### Source et bibliographie
- (en) Cet article est partiellement ou en totalité issu de l’article de Wikipédia en anglais intitulé « German submarine U-341 » (voir la liste des auteurs).
- Chris Bishop, historien militaire (trad. de l'anglais par Christian Muguet), Les sous-marins de la Kriegsmarine : 1939-1945 : le guide d'identification des sous-marins [« The spellmount submarine identification guide : Kriegsmarine U-boats 1939-1945 »], Paris, E?d. de Lodi, 2008, 192 p. (ISBN 978-2-84690-327-1, OCLC 470721805, BNF 41298980)